# Seznam nejvyšších staveb na Moravě
Tento Seznam nejvyšších staveb na Moravě zahrnuje mrakodrapy a inženýrské stavby na území Moravy vyšší než 90 metrů.
| Pořadí | Název                          | Umístění             | Výška v metrech    | Počet nadzemních podlaží | Rok dokončení           | Poznámky                                                                |
| ------ | ------------------------------ | -------------------- | ------------------ | ------------------------ | ----------------------- | ----------------------------------------------------------------------- |
| 1.     | Vysílač Kojál                  | vrch Kojál           | 340                | -                        | 1959, rekonstrukce 1984 | Třetí nejvyšší stavba ČR                                                |
| 2.     | komín Nová Ocelárna            | Ostrava              | 221                | -                        | 1972                    | Nejvyšší stavba Ostravy, nejvyšší železobetonová stavba Moravy          |
| 3.     | komín Teplárny Brno-Maloměřice | Brno-Maloměřice      | 218                | -                        | 1974                    | Nejvyšší stavba Brna                                                    |
| -      | mrakodrap v Brně               | Jižní centrum (Brno) | >200               | -                        | 2029?                   | Budoucí nejvyšší stavba Brna a nejvyšší budova ČR                       |
| 5.     | Vysílač Javořice               | vrch Javořice        | 167                | -                        | 1989                    |                                                                         |
| 6.     | Stožár Dobrochov               | Dobrochov            | 152                |                          | 1987                    |                                                                         |
| 7.     | komín Přívoz                   | Přívoz               | 152                | -                        | -                       |                                                                         |
| 8.     | komín Paskov                   | Paskov               | 151                | -                        | -                       |                                                                         |
| 9.     | Vysílač Praděd                 | Praděd               | 150                | -                        | 1980                    | Nejvyšší pevný bod v ČR - 1642 m n. m. a nejvyšší trvale osídlené místo |
| 10.    | komín Hranice                  | Hranice              | 150                | -                        | -                       |                                                                         |
| 11.    | komín Neratovice               | Neratovice           | 150                | -                        | -                       |                                                                         |
| 12.    | komín Čelechovice              | Čelechovice          | 150                | -                        | -                       |                                                                         |
| 13.    | větrná elektrárna Kopřivná     | Kopřivná             | 150                | -                        | -                       |                                                                         |
| 14.    | stožár Dukovany                | Dukovany             | 139                | -                        | -                       |                                                                         |
| 15.    | Chladicí věže JE Dukovany      | Dukovany             | 127                | -                        | -                       |                                                                         |
| 16.    | komín Brno                     | Brno                 | 126                | -                        | -                       |                                                                         |
| 17.    | komín Brno                     | Brno                 | 118                | -                        | -                       |                                                                         |
| -      | Palác Heršpická                | Brno                 | 117                | 35                       | ?                       | V plánu                                                                 |
| 18.    | AZ Tower                       | Brno-střed           | 111, s anténou 116 | 30                       | 2013                    | Nejvyšší budova v ČR                                                    |
| 19.    | komín Brno                     | Brno                 | 112                | -                        | -                       |                                                                         |
| 20.    | komín Brno                     | Brno                 | 100                | -                        | -                       |                                                                         |
| 21.    | komín Brno                     | Brno                 | 100                | -                        | -                       |                                                                         |
| -      | Triangl Tower                  | Brno                 | 80, s anténou 95,5 | 23                       | ?                       | V plánu, město s investorem jedná o přepracování projektu               |
| -      | H-park                         | Brno                 | 90                 | -                        | ?                       | V plánu, stavba má územní rozhodnutí, investor stavbu odložil           |

## Zavržené
| Pořadí | Název | Umístění            | Pl. výška v metrech |
| ------ | ----- | ------------------- | ------------------- |
| 1.     | Expo  | Brněnské výstaviště | 125                 |